# Список депутатов Парламента Молдовы IX созыва (2014—2019)
Список депутатов Парламента Республики Молдова IX созыва, избранных на выборах 30 ноября 2014 года и действовавших до 24 февраля 2019 года.

## Резюме
Первое заседание Парламента Республики Молдова нового, IX созыва, 29 декабря 2014 открыл старейший депутат парламента, член Партии социалистов Республики Молдова 75-летний Эдуард Смирнов, он же был председателем первого заседания.
На открытии сессии парламента нового созыва присутствовали Президент Республики Молдова Николай Тимофти, Премьер-министр Республики Молдова Юрий Лянкэ, Председатель Конституционного суда Республики Молдова Александр Тэнасе, а также представители дипломатического корпуса, аккредитованного в Молдове. Депутат от ДПМ Андриан Канду был избран председателем парламента, вице-председателями парламента стали Лилиана Палихович (ЛДПМ) и Владимир Витюк (ПКРМ).
Также на первом заседании парламента нового созыва депутат-коммунист Ирина Влах заявила, что покидает Партию и фракцию коммунистов Республики Молдова, оставаясь независимым депутатом. Свой отказ от членства в партии она мотивировала тем, что ПКРМ не выполнила выбор избирателей АТО Гагаузия на сближение автономии и Республики Молдова в целом с Российской Федерацией. На фоне слухов о том, что коммунистическая партия, находящаяся в оппозиции к правящему альянсу, может сотрудничать с альянсом, и за это получить должности в Счётной палате и Координационном совете по телевидению и радио, Ирина Влах заявила:
Любая формула сотрудничества коммунистов с проевропейскими партиями в обмен на некоторые должности и преференции будет провалом для ПКРМ и предательством пророссийских избирателей, особенно у нас, в Гагаузии.
22 марта 2015 года Ирина Влах была избрана на должность башкана Гагаузии при поддержке Партии социалистов Республики Молдова. 15 апреля 2015 года она официально вступила в должность Башкана, а 30 апреля 2015 года Парламент Республики Молдова утвердил её отставку с должности депутата согласно принципу разделения властей. Мандат депутата Парламента от ПКРМ, принадлежавший Ирине Влах, а после её выхода из Партии коммунистов остававшийся вакантным, был передан следующему кандидату в избирательном списке от ПКРМ Инне Шупак, полномочия которой были официально подтверждены 11 мая 2015 года.
17 июля 2015 года депутат-социалист Лидия Лупу покинула фракцию ПСРМ в парламенте, став независимым депутатом без права вступать в какую-либо парламентскую фракцию в течение следующих шести месяцев. 18 декабря 2015 года она вступила в парламентскую фракцию Демократической партии Молдовы.
21 декабря 2015 года группа из 14 депутатов-коммунистов объявила что покидает фракцию Партии коммунистов Республики Молдова и начинает формирование собственной парламентской фракции: Социал-демократической платформы «За Молдову». ДПМ и группа бывших коммунистов начали обсуждение вопроса о формировании парламентского большинства, а Владимир Плахотнюк заявил, что поддерживает идею создания в парламенте мажоритарной социал-демократической платформы большинства. 10 марта 2017 бывшие депутаты-коммунисты присоединились к парламентской фракции Демократической партии Молдовы. Лидер парламентской фракции демократов Мариан Лупу заявил на брифинге, что решение 14 депутатов — это шаг, который приведёт к консолидации парламентского большинства, а фракция ДПМ стала самой многочисленной политической группой в Парламенте.
13 января 2016 года вновь сформированное парламентское большинство представило Владмира Плахотнюка на пост премьер-министра, однако президент Республики Молдова Николай Тимофти отклонил его кандидатуру, мотивируя это следующим образом:
Существуют разумные подозрения, что господин Владимир Плахотнюк не соответствует критериям честности, необходимым для его назначения на должность премьер-министра. Также решением Парламента Республики Молдова от 15 февраля 2013, господину Владимиру Плахотнюку был вынесен вотума недоверия как первому заместителю Председателя Парламента; ему были выдвинуты обвинения участия в незаконной деятельности, которая наносит ущерб имиджу парламента и Республике Молдова.
20 января 2016 года Парламент одобрил кандидатуру Павла Филипа на должность премьер-министра.

## Парламентские фракции
Структура Парламента к началу созыва:
| 25   | 23   | 21   | 19  | 13  |
| ПСРМ | ЛДПМ | ПКРМ | ДПМ | ЛПМ |
| ---- | ---- | ---- | --- | --- |

Структура Парламента к концу созыва:
| 42  | 24   | 15                        | 9   | 6    | 5    |
| ДПМ | ПСРМ | неприсоединившиеся (ЕНПМ) | ЛПМ | ПКРМ | ЛДПМ |
| --- | ---- | ------------------------- | --- | ---- | ---- |

## Список депутатов
| №   | Фамилия, Имя           | Место жительства               | Год рождения | Партия | Деятельность |
| 1   | Зинаида Гречаный       | Кишинёв                        | 1956         | ПСРМ   | экономист, финансист, депутат парламента Республики Молдова |
| 2   | Игорь Додон            | Кишинёв                        | 1975         | ПСРМ   | экономист, депутат парламента Республики Молдова, председатель Партии социалистов Республики Молдова                                                            |
| 3   | Эдуард Смирнов         | Кишинёв                        | 1939         | ПСРМ   | инженер, советник Партии социалистов Республики Молдова |
| 4   | Ион Чебан              | Кишинёв                        | 1980         | ПСРМ   | математик, депутат парламента Республики Молдова |
| 5   | Андрей Негуца          | Кишинёв                        | 1952         | ПСРМ   | химик, политолог |
| 6   | Фёдор Гагауз           | с. Гайдар, Гагаузия            | 1958         | ПСРМ   | юрист, депутат Народного Собрания Гагаузии |
| 7   | Влад Батрынча          | Кишинёв                        | 1981         | ПСРМ   | юрист, исполнительный секретарь ПСРМ |
| 8   | Алла Долинцэ           | Кишинёв                        | 1969         | ПСРМ   | бухгалтер, управляющий «Vesma-Teh» |
| 9   | Владимир Цуркан        | Кишинёв                        | 1954         | ПСРМ   | юрист, военный пенсионер |
| 10  | Богдан Цырдя           | Кишинёв                        | 1974         | ПСРМ   | политолог, преподаватель Государственного педагогического университета им. Иона Крянгэ                                                                          |
| 11  | Олег Липский           | Кишинёв                        | 1960         | ПСРМ   | инженер-механик, директор «M.D.-Trans» |
| 12  | Лидия Лупу             | Хынчешты                       | 1953         | ПСРМ   | экономист, председатель территориальной организации ПСРМ |
| 13  | Корнелий Фуркулицэ     | Кишинёв                        | 1969         | ПСРМ   | юрист, финансист, советник ПСРМ |
| 14  | Василий Боля           | Кишинёв                        | 1982         | ПСРМ   | юрист, член Благотворительного фонда «Solutia» |
| 15  | Раду Мудряк            | Кишинёв                        | 1973         | ПСРМ   | врач-ветеринар, директор «Gradioni» |
| 16  | Марина Радван          | Кишинёв                        | 1991         | ПСРМ   | актриса |
| 17  | Владимир Головатюк     | Кишинёв                        | 1962         | ПСРМ   | экономист, доцент кафедры экономической теории и экономической политики Санкт-Петербургского государственного университета                                      |
| 18  | Геннадий Митрюк        | Унгены                         | 1968         | ПСРМ   | юрист, экономист, директор «Rincor Prim» |
| 19  | Виктор Сорочан         | Бельцы                         | 1948         | ПСРМ   | экономист, управляющий ПКФ «Europrolux» |
| 20  | Елена Хренова          | Кишинёв                        | 1950         | ПСРМ   | организатор, председатель Общественной ассоциации «Echitate» |
| 21  | Анатолий Лабунец       | Кишинёв                        | 1956         | ПСРМ   | инженер-механик, директор «Autoval» |
| 22  | Владимир Односталко    | Кишинёв                        | 1984         | ПСРМ   | врач-психолог |
| 23  | Григорий Новак         | Кишинёв                        | 1983         | ПСРМ   | юрист, юрист ПСРМ |
| 24  | Александр Нестеровский | с. Рауцел, Фалештский район    | 1981         | ПСРМ   | юрист, директор филиала Благотворительного фонда «Solutia» |
| 25  | Олег Савва             | Фалешты                        | 1966         | ПСРМ   | юрист, председатель территориальной организации ПСРМ |
| 26  | Владимир Филат         | Кишинёв                        | 1969         | ЛДПМ   | лиценциат в области права, председатель Либерал-демократической партии Молдовы                                                                                  |
| 27  | Юрий Лянкэ             | Яловены                        | 1963         | ЛДПМ   | дипломат, премьер-министр Республики Молдова, первый вице-председатель ЛДПМ                                                                                     |
| 28  | Лилиана Палихович      | Кишинёв                        | 1971         | ЛДПМ   | историк, специалист в области международных отношений, вице-председатель Парламента Республики Молдова, вице-председатель ЛДПМ                                  |
| 29  | Наталья Герман         | Кишинёв                        | 1969         | ЛДПМ   | дипломат, вице-премьер-министр, министр иностранных дел и европейской интеграции Республики Молдова                                                             |
| 30  | Майя Санду             | Кишинёв                        | 1972         | ЛДПМ   | экономист, министр просвещения |
| 31  | Валерий Стрелец        | Кишинёв                        | 1970         | ЛДПМ   | историк, преподаватель истории, юрист, специалист в сфере экономического права, депутат парламента Республики Молдова, вице-председатель ЛДПМ                   |
| 32  | Григорий Белостечник   | Кишинёв                        | 1960         | ЛДПМ   | экономист, специалист по маркетингу, академик, ректор Академии экономического образования Республики Молдова, вице-председатель ЛДПМ                            |
| 33  | Вадим Пистринчук       | Кишинёв                        | 1981         | ЛДПМ   | социолог, вице-председатель ЛДПМ |
| 34  | Евгений Карпов         | Кишинёв                        | 1966         | ЛДПМ   | дипломат, вице-премьер-министр Республики Молдова |
| 35  | Олег Балан             | Кишинёв                        | 1969         | ЛДПМ   | юрист, ректор Академии публичного управления |
| 36  | Виктор Рошка           | Кодру, Кишинёв                 | 1962         | ЛДПМ   | физик, генеральный секретарь ЛДПМ |
| 37  | Григорий Кобзак        | Хынчешты                       | 1959         | ЛДПМ   | инженер-строитель, председатель Хынчештского района |
| 38  | Георгий Мокану         | Кишинёв                        | 1982         | ЛДПМ   | экономист, депутат парламента Республики Молдова |
| 39  | Владимир Хотиняну      | Кишинёв                        | 1950         | ЛДПМ   | врач-хирург, доктор хабилитат, депутат парламента Республики Молдова                                                                                            |
| 40  | Тудор Делиу            | Кишинёв                        | 1955         | ЛДПМ   | юрист, магистр в сфере публичного управления, магистр в сфере права, депутат парламента Республики Молдова                                                      |
| 41  | Юрий Цап               | Флорешты                       | 1955         | ЛДПМ   | педагог, депутат парламента Республики Молдова, вице-председатель ЛДПМ                                                                                          |
| 42  | Штефан Крянгэ          | Кишинёв                        | 1973         | ЛДПМ   | юрист, вице-министр финансов |
| 43  | Ангел Агаке            | Кишинёв                        | 1976         | ЛДПМ   | экономист, юрист, магистр в области политических наук, депутат парламента Республики Молдова                                                                    |
| 44  | Кирилл Лучинский       | Кишинёв                        | 1970         | ЛДПМ   | дипломат, депутат парламента Республики Молдова |
| 45  | Михаэла Спатарь        | Кишинёв                        | 1989         | ЛДПМ   | специалист по связям с общественностью, первый вице-председатель молодёжной Либерал-демократической партии Молдовы                                              |
| 46  | Анатолий Димитриу      | Кишинёв                        | 1973         | ЛДПМ   | магистр в области конституционного права, депутат парламента Республики Молдова                                                                                 |
| 47  | Валерий Гилецкий       | Кишинёв                        | 1960         | ЛДПМ   | радиоинженер, лиценциат в области теологии, депутат парламента Республики Молдова                                                                               |
| 48  | Николай Журавский      | Кишинёв                        | 1964         | ЛДПМ   | педагог, юрист, депутат парламента Республики Молдова, президент Национального олимпийского комитета                                                            |
| 49  | Владимир Воронин       | Кишинёв                        | 1941         | ПКРМ   | инженер-экономист, политолог, юрист, депутат парламента Республики Молдова, председатель Партии коммунистов Республики Молдова                                  |
| 50  | Мария Постойко         | Кишинёв                        | 1950         | ПКРМ   | юрист, депутат парламента Республики Молдова, член Политисполкома ЦК ПКРМ                                                                                       |
| 51  | Артур Решетников       | Кишинёв                        | 1975         | ПКРМ   | юрист, депутат парламента Республики Молдова |
| 52  | Галина Балмош          | Страшены                       | 1961         | ПКРМ   | филолог, лиценциат права, депутат парламента Республики Молдова, член Политисполкома ЦК ПКРМ                                                                    |
| 53  | Виолета Иванова        | Кишинёв                        | 1967         | ПКРМ   | инженер-эколог, дипломат, депутат парламента Республики Молдова                                                                                                 |
| 54  | Владимир Витюк         | Бельцы                         | 1972         | ПКРМ   | экономист, депутат парламента Республики Молдова, член Политисполкома ЦК ПКРМ                                                                                   |
| 55  | Александр Банников     | Кишинёв                        | 1962         | ПКРМ   | инженер, депутат парламента Республики Молдова |
| 56  | Ирина Влах             | Комрат, Гагаузия               | 1974         | ПКРМ   | юрист, депутат парламента Республики Молдова, член Политисполкома ЦК ПКРМ                                                                                       |
| 57  | Ион Томай              | с. Гырбова, Окницкий район     | 1952         | ПКРМ   | агроном, председатель Окницкого района |
| 58  | Олег Рейдман           | Кишинёв                        | 1952         | ПКРМ   | радиофизик, депутат парламента Республики Молдова |
| 59  | Елена Боднаренко       | Сороки                         | 1965         | ПКРМ   | магистр в области публичного управления, примар Сороки |
| 60  | Виктор Мындру          | Кишинёв                        | 1959         | ПКРМ   | инженер-технолог, магистр в области международных отношений, депутат парламента Республики Молдова                                                              |
| 61  | Пётр Порческу          | Страшены                       | 1953         | ПКРМ   | кадастровый инженер, вице-председатель совета Страшенского района                                                                                               |
| 62  | Игорь Время            | Кишинёв                        | 1973         | ПКРМ   | юрист, депутат парламента Республики Молдова |
| 63  | Борис Головин          | Кишинёв                        | 1958         | ПКРМ   | врач-стоматолог, преподаватель Национального колледжа медицины и фармакологии и Государственного университета медицины и фармакологии имени Николая Тестемицану |
| 64  | Корнелий Михалаке      | Вадул-луй-Водэ                 | 1972         | ПКРМ   | политолог, главный редактор C.I.S.P «Moldova Independenta» |
| 65  | Анатолий Горилэ        | Кишинёв                        | 1960         | ПКРМ   | инженер-механик, депутат парламента Республики Молдова, член Политисполкома ЦК ПКРМ                                                                             |
| 66  | Анатолий Загородный    | Хынчешты                       | 1973         | ПКРМ   | юрист, депутат парламента Республики Молдова, член Политисполкома ЦК ПКРМ                                                                                       |
| 67  | Сергей Стати           | Кишинёв                        | 1961         | ПКРМ   | историк, депутат парламента Республики Молдова |
| 68  | Василий Панчук         | Бельцы                         | 1949         | ПКРМ   | инженер, примар муниципия Бельцы |
| 69  | Оксана Доменти         | Кишинёв                        | 1972         | ПКРМ   | экономист, депутат парламента Республики Молдова |
| 70  | Мариан Лупу            | Кишинёв                        | 1966         | ДПМ    | экономист, депутат парламента Республики Молдова, председатель Демократической партии Молдовы                                                                   |
| 71  | Владимир Плахотнюк     | Кишинёв                        | 1966         | ДПМ    | экономист, первый вице-председатель ДПМ |
| 72  | Игорь Корман           | Кишинёв                        | 1969         | ДПМ    | историк, дипломат, председатель Парламента Республики Молдова, вице-председатель ДПМ                                                                            |
| 73  | Андриан Канду          | Кишинёв                        | 1975         | ДПМ    | юрист, вице-премьер-министр, министр экономики Республики Молдова, вице-председатель ДПМ                                                                        |
| 74  | Дмитрий Дьяков         | Кишинёв                        | 1952         | ДПМ    | журналист, депутат парламента Республики Молдова, почётный председатель ДПМ                                                                                     |
| 75  | Павел Филип            | Кишинёв                        | 1966         | ДПМ    | инженер-механик, министр информационных технологий и связи, вице-председатель ДПМ                                                                               |
| 76  | Константин Ботнарь     | Кишинёв                        | 1966         | ДПМ    | экономист, глава фракции ДПМ в Парламенте Республики Молдова, генеральный секретарь ДПМ                                                                         |
| 77  | Валентина Булига       | Кодру, Кишинёв                 | 1961         | ДПМ    | фармацевт, министр труда, социальной защиты и семьи, вице-председатель ДПМ                                                                                      |
| 78  | Моника Бабук           | Кишинёв                        | 1964         | ДПМ    | историк, министр культуры |
| 79  | Николай Дудогло        | Комрат, Гагаузия               | 1966         | ДПМ    | преподаватель, примар Комрата |
| 80  | Василий Ботнарь        | Кишинёв                        | 1975         | ДПМ    | экономист, министр транспорта и дорожной инфраструктуры |
| 81  | Сергей Сырбу           | Кишинёв                        | 1980         | ДПМ    | юрист, менеджер, вице-председатель Парламента Республики Молдова                                                                                                |
| 82  | Константин Цуцу        | с. Бачой, Кишинёв              | 1987         | ДПМ    | профессиональный спортсмен |
| 83  | Марчел Рэдукан         | Кишинёв                        | 1967         | ДПМ    | инженер, министр регионального развития и строительства, вице-председатель ПДМ                                                                                  |
| 84  | Раиса Апостольски      | Кишинёв                        | 1964         | ДПМ    | юрист, депутат парламента Республики Молдова |
| 85  | Олег Сырбу             | Единец                         | 1967         | ДПМ    | агроном, депутат парламента Республики Молдова |
| 86  | Валентина Стратан      | Кодру, Кишинёв                 | 1962         | ДПМ    | фельдшер-санитар, депутат парламента Республики Молдова, вице-председатель ДПМ                                                                                  |
| 87  | Демьян Карасени        | с. Конгаз, Гагаузия            | 1966         | ДПМ    | педагог, вице-председатель Народного Собрания Гагаузии |
| 88  | Василий Бытка          | Ниспорены                      | 1971         | ДПМ    | юрист, председатель совета Ниспоренского района |
| 89  | Михай Гимпу            | Кишинёв                        | 1951         | ЛПМ    | юрист, депутат парламента Республики Молдова, председатель Либеральной партии                                                                                   |
| 90  | Дорин Киртоакэ         | Кишинёв                        | 1978         | ЛПМ    | юрист, генеральный примар Кишинёва, первый вице-председатель ЛПМ                                                                                                |
| 91  | Анатолий Шалару        | Кишинёв                        | 1962         | ЛПМ    | врач, первый вице-председатель ЛПМ |
| 92  | Корина Фусу            | Кишинёв                        | 1959         | ЛПМ    | журналист, депутат парламента Республики Молдова, вице-председатель ЛПМ                                                                                         |
| 93  | Валерий Мунтяну        | с. Флорены, Новоаненский район | 1980         | ЛПМ    | юрист, депутат парламента Республики Молдова, вице-председатель ЛПМ                                                                                             |
| 94  | Михаил Молдовану       | Кишинёв                        | 1965         | ЛПМ    | врач, начальник Управления здравоохранения примарии Кишинёва, вице-председатель ЛПМ                                                                             |
| 95  | Вячеслав Унтилэ        | Кишинёв                        | 1956         | ЛПМ    | инженер-механик, лиценциат в области права, преподаватель-конференциар Европейского университета Молдовы, вице-председатель ЛПМ                                 |
| 96  | Ион Апостол            | Кишинёв                        | 1962         | ЛПМ    | преподаватель, управляющий «Optimal-Impex», генеральный секретарь ЛПМ                                                                                           |
| 97  | Вероника Херца         | Кишинёв                        | 1979         | ЛПМ    | экономист, начальник Главного финансового управления примарии Кишинёва, вице-председатель ЛПМ                                                                   |
| 98  | Лилиан Карп            | с. Замчоджь, Страшенский район | 1978         | ЛПМ    | педагог, начальник Управления координирования деятельности Исполкома примарии Кишинёва                                                                          |
| 99  | Юрий Киринчук          | Кишинёв                        | 1961         | ЛПМ    | экономист, товаровед высшей квалификации, генеральный менеджер «ROVIGO»                                                                                         |
| 100 | Юрий Дырда             | Кишинёв                        | 1971         | ЛПМ    | инженер-строитель, управляющий «Darsimid» и «Dansicons» |
| 101 | Георгий Брега          | Кишинёв                        | 1951         | ЛПМ    | врач, депутат парламента Республики Молдова |

## Изменения в депутатском корпусе
- Павел Филип (ДПМ) → отставка в связи с назначением министром информационных технологий и связи Республики Молдова, мандат передан Ефросинии Грецу[17][18][19]
- Моника Бабук (ДПМ) → отставка в связи с назначением министром культуры Республики Молдова, мандат передан Евгению Никифорчуку[17][18][19]
- Василий Бытка (ДПМ) → отставка в связи с назначением министром строительства и регионального развития Республики Молдова, мандат передан Николаю Молозе[17][18][19]
- Василий Ботнарь (ДПМ) → отставка в связи с назначением министром транспорта и дорожной инфраструктуры Республики Молдова, мандат передан Владимиру Андронаки[17][18][19]
- Ефросиния Грецу (ДПМ) → отставка в связи с продолжением полномочий председателя Леовского района, мандат передан Корнелию Падневичу[20][21]
- Николай Молозя (ДПМ) → отставка в связи с продолжением полномочий председателя Штефан-Водского района, мандат передан Елене Бакалу[22][23]
- Владимир Плахотнюк (ДПМ) → отставка по собственному желанию, мандат передан Корнелию Дуднику[22][23]
- Игорь Корман (ДПМ) → отставка по собственному желанию, мандат передан Юрию Казаку[24][25]
- Константин Ботнарь (ДПМ) → отставка по собственному желанию, мандат передан Валентине Ротару[26][27]
- Юрий Казаку (ДПМ) → отставка в связи с назначением заместителем генерального секретаря Правительства Республики Молдова, мандат передан Сергею Киселёву[27][28][29]
- Николай Дудогло (ДПМ) → отставка по собственному желанию, мандат передан Вячеславу Неделе[30][31]
- Марчел Рэдукан (ДПМ) → отставка в связи с назначением председателем Пленума Совета по конкуренции, мандат передан Павлу Янцу[32][33][34][35]
- Раиса Апостольски (ДПМ) → отставка в связи с назначением судьёй Конституционного суда Республики Молдова, мандат передан Элеоноре Граур[34][35][36]
- Валентина Булига (ДПМ) → отставка в связи с назначением генеральным директором Национальной кассы социального страхования, мандат передан Георгию Брашовскому[34][35][37]
- Олег Балан (ЛДПМ) → отставка в связи с назначением министром внутренних дел Республики Молдова, мандат передан Алёне Гоца[17][18][19]
- Майя Санду (ЛДПМ) → отставка в связи с назначением министром просвещения Республики Молдова, мандат передан Петру Штирбате[17][18][19]
- Григорий Белостечник (ЛДПМ) → отставка в связи с продолжением полномочий ректора Академии экономического образования Республики Молдова, мандат передан Иону Балану[19][38]
- Наталья Герман (ЛДПМ) → отставка в связи с назначением первым вице-премьер-министром и министром иностранных дел и европейской интеграции Республики Молдова, мандат передан Марии Чобану[рум.][17][18][19]
- Анатолий Димитриу (ЛДПМ) → отставка в связи с продолжением полномочий председателя Яловенского района, мандат передан Нае-Симиону Плешке[22][23]
- Валерий Стрелец (ЛДПМ) → отставка в связи с назначением премьер-министром Республики Молдова, мандат передан Октавиану Граме[22][23][39]
- Владимир Филат (ЛДПМ) → отставка в связи со снятием депутатской неприкосновенности, мандат передан Семёну Грищуку[40][41]
- Кирилл Лучинский (ЛДПМ) → отставка по собственному желанию, мандат передан Александру Барбэрошие[42][43]
- Александр Барбэрошие (ЛДПМ) → отставка в связи с продолжением полномочий председателя Новоаненского района, мандат передан Евгению Бодареву[44][45]
- Виктор Рошка (ЛДПМ) → отставка в связи с состоянием здоровья, мандат передан Юрию Киореску[45][46]
- Лилиана Палихович (ЛДПМ) → отставка по собственному желанию, мандат передан Николаю Олару[47][48]
- Юрий Лянкэ (ЛДПМ) → отставка в связи с назначением вице-премьер-министром Республики Молдова, мандат передан Сергею Чаушу[49][50][51]
- Дорин Киртоакэ (ЛПМ) → отставка в связи с избранием генеральным примаром муниципия Кишинёв, мандат передан Михаэле Якоб[19][38]
- Вероника Херца (ЛПМ) → отставка по собственному желанию, мандат передан Иону Касьяну[19][38]
- Михаил Молдовану (ЛПМ) → отставка по собственному желанию, мандат передан Владимиру Чернату[19][38]
- Георгий Брега (ЛПМ) → отставка в связи с назначением вице-премьер-министром по социальным вопросам Республики Молдова, мандат передан Роману Боцану[22][23][39]
- Юрий Киринчук (ЛПМ) → отставка в связи с назначением министром транспорта и дорожной инфраструктуры Республики Молдова, мандат передан Штефану Власу[22][23][39]
- Корина Фусу (ЛПМ) → отставка в связи с назначением министром просвещения Республики Молдова, мандат передан Петру Косому[22][23][39]
- Валерий Мунтяну (ЛПМ) → отставка в связи с назначением министром окружающей среды Республики Молдова, мандат передан Алине Зотя[22][23][39]
- Анатолий Шалару (ЛПМ) → отставка в связи с назначением министром обороны Республики Молдова, мандат передан Артуру Гутюму[22][23][39]
- Михаэла Якоб (ЛПМ) → отставка в связи с назначением заместителем директора главного управления архитектуры, урбанизма и земельных отношений муниципального совета Кишинёва, мандат передан Валериану Бежану[52][53]
- Вячеслав Унтилэ (ЛПМ) → отставка в связи с назначением председателем Счётной палаты Республики Молдова, мандат передан Олегу Огору[54][55][56]
- Ион Томай (ПКРМ) → отставка в связи с продолжением полномочий председателя Окницкого района, мандат передан Елене Гудумак[19][38]
- Ирина Влах (ПКРМ) → отставка в связи с избранием Башканом Гагаузии, мандат передан Инне Шупак[57][58]
- Василий Панчук (ПКРМ) → отставка в связи с состоянием здоровья, мандат передан Алле Мироник[59][60]
- Оксана Доменти (ПКРМ) → отставка по собственному желанию, мандат передан Алёне Бабюк[61][62]
- Артур Решетников (ПКРМ) → отставка в связи с назначением судьёй Конституционного суда Республики Молдова, мандат передан Иону Филимону[34][35][63]
- Корнелий Михалаке (ПКРМ) → отставка в связи с назначением членом Координационного совета по телевидению и радио, мандат передан Геннадию Моркову[34][35][64]
- Ион Чебан (ПСРМ) → отставка в связи с избранием муниципальным советником Кишинёва, мандат передан Адриану Лебединскому[25][65]
- Игорь Додон (ПСРМ) → отставка в связи с избранием Президентом Республики Молдова, мандат передан Ирине Миздренко[41][66]
- Андрей Негуца (ПСРМ) → отставка в связи с назначением послом Республики Молдова в Российской Федерации, мандат передан Олегу Кучуку[67][68][69][70]
- Виктор Сорочан (ПСРМ) → отставка в связи с назначением послом Республики Молдова в Беларуси, мандат передан Сергею Грозе[70][71][72][73]
- Ирина Миздренко (ПСРМ) → прекращение полномочий в связи со смертью, мандат передан Петру Кордуняну[74][75]

## Новые депутаты
| №  | Фамилия, Имя         | Место жительства                     | Год рождения | Партия | Деятельность |
| 1  | Ефросиния Грецу      | Леова                                | 1953         | ДПМ    | педагог, председатель Леовского района                                                                                         |
| 2  | Евгений Никифорчук   | Кишинёв                              | 1984         | ДПМ    | врач, менеджер, заместитель директора «Terconvit»                                                                              |
| 3  | Николай Молозя       | Штефан-Водэ                          | 1960         | ДПМ    | экономист, директор «Elex» |
| 4  | Владимир Андронаки   | Кишинёв                              | 1980         | ДПМ    | экономист, менеджер «Victoria Leasing»                                                                                         |
| 5  | Корнелий Падневич    | Кишинёв                              | 1975         | ДПМ    | юрист, администратор гостиничного комплекса «Codru»                                                                            |
| 6  | Елена Бакалу         | Кагул                                | 1961         | ДПМ    | педагог-психолог, вице-председатель Кагульского района                                                                         |
| 7  | Корнелий Дудник      | Вулканешты, Гагаузия                 | 1982         | ДПМ    | экономист, временно безработный                                                                                                |
| 8  | Юрий Казаку          | Кишинёв                              | 1976         | ДПМ    | юрист, исполнительный секретарь генерального секретариата ДПМ                                                                  |
| 9  | Валентина Ротару     | Кишинёв                              | 1968         | ДПМ    | медик, главный врач Центральной клинической железнодорожной больницы                                                           |
| 10 | Сергей Киселёв       | Бельцы                               | 1970         | ДПМ    | менеджер, директор «Telius-CCC»                                                                                                |
| 11 | Вячеслав Неделя      | Кишинёв                              | 1964         | ДПМ    | историк, юрист, директор кишинёвского управления Почты Молдовы                                                                 |
| 12 | Павел Янец           | Оргеев                               | 1983         | ДПМ    | политолог, советник директора Почты Молдовы                                                                                    |
| 13 | Элеонора Граур       | Резина                               | 1975         | ДПМ    | экономист, председатель Резинского района                                                                                      |
| 14 | Георгий Брашовский   | Сынжерей                             | 1964         | ДПМ    | агроном, депутат парламента республики Молдова                                                                                 |
| 15 | Алёна Гоца           | с. Кукоара, Кагульский район         | 1970         | ЛДПМ   | преподаватель румынского языка и литературы, примар села Кукоара                                                               |
| 16 | Пётр Штирбате        | Оргеев                               | 1960         | ЛДПМ   | врач, депутат парламента Республики Молдова                                                                                    |
| 17 | Мария Чобану         | Ниспорены                            | 1953         | ЛДПМ   | преподаватель румынского языка и литературы, депутат парламента Республики Молдова                                             |
| 18 | Ион Балан            | с. Лингура, Кантемирский район       | 1962         | ЛДПМ   | агроном, депутат парламента Республики Молдова                                                                                 |
| 19 | Нае-Симион Плешка    | Кишинёв                              | 1955         | ЛДПМ   | филолог, депутат парламента Республики Молдова                                                                                 |
| 20 | Октавиан Грама       | Кишинёв                              | 1971         | ЛДПМ   | врач, заместитель министра здравоохранения Республики Молдова                                                                  |
| 21 | Семён Грищук         | Страшены                             | 1977         | ЛДПМ   | юрист, депутат парламента Республики Молдова                                                                                   |
| 22 | Александр Барбэрошие | с. Мерены, Новоаненский район        | 1974         | ЛДПМ   | преподаватель истории, менеджер «Plai-Mereni»                                                                                  |
| 23 | Евгений Бодарев      | Кишинёв                              | 1978         | ЛДПМ   | юрист, генеральный директор «Cristina Mold-Rom Simpex»                                                                         |
| 24 | Юрий Киореску        | Кишинёв                              | 1979         | ЛДПМ   | политолог, депутат парламента Республики Молдова                                                                               |
| 25 | Николай Олару        | с. Сырково, Резинский район          | 1958         | ЛДПМ   | историк, депутат парламента Республики Молдова                                                                                 |
| 26 | Сергей Чауш          | с. Ставчены, Кишинёв                 | 1976         | ЛДПМ   | юрист, вице-председатель Криулянского района                                                                                   |
| 27 | Михаэла Якоб         | Кишинёв                              | 1973         | ЛПМ    | IT-инженер, заместитель начальника Главного управления архитектуры, градостроительства и земельных отношений примарии Кишинёва |
| 28 | Ион Касьян           | Кишинёв                              | 1953         | ЛПМ    | юрист, член Союза адвокатов Республики Молдова                                                                                 |
| 29 | Владимир Чернат      | Яловены                              | 1974         | ЛПМ    | экономист, управляющий «CristSandCom»                                                                                          |
| 30 | Роман Боцан          | Оргеев                               | 1981         | ЛПМ    | юрист, вице-примар Оргеева |
| 31 | Штефан Влас          | с. Сарата-Галбенэ, Хынчештский район | 1964         | ЛПМ    | политолог, примар села Сарата-Галбенэ                                                                                          |
| 32 | Пётр Косой           | Калараш                              | 1956         | ЛПМ    | менеджер в сфере сельского хозяйства, предприниматель                                                                          |
| 33 | Алина Зотя           | Кишинёв                              | 1986         | ЛПМ    | экономист, помощник депутата парламента Республики Молдова                                                                     |
| 34 | Артур Гутюм          | Кишинёв                              | 1977         | ЛПМ    | врач, президент Ассоциации либеральных клубов Италии                                                                           |
| 35 | Валериан Бежан       | с. Мындрешты, Теленештский район     | 1958         | ЛПМ    | энолог, вице-председатель Теленештского района                                                                                 |
| 36 | Олег Огор            | с. Слобозия-Душка, Криулянский район | 1967         | ЛПМ    | преподаватель, администратор «Olcriscom»                                                                                       |
| 37 | Елена Гудумак        | Глодяны                              | 1968         | ПКРМ   | педагог, менеджер в сфере государственного управления                                                                          |
| 38 | Инна Шупак           | Бессарабка                           | 1984         | ПКРМ   | антрополог, первый секретарь Коммунистического союза молодёжи Молдовы, депутат парламента Республики Молдова                   |
| 39 | Алла Мироник         | Кишинёв                              | 1941         | ПКРМ   | педагог, депутат парламента Республики Молдова                                                                                 |
| 40 | Алёна Бабюк          | Бричаны                              | 1969         | ПКРМ   | педагог, вице-председатель Бричанского района                                                                                  |
| 41 | Ион Филимон          | Кишинёв                              | 1955         | ПКРМ   | агроном, помощник депутата парламента Республики Молдова                                                                       |
| 42 | Геннадий Морков      | Дрокия                               | 1965         | ПКРМ   | врач, депутат парламента Республики Молдова                                                                                    |
| 43 | Адриан Лебединский   | Кишинёв                              | 1976         | ПСРМ   | юрист, адвокат адвокатского бюро «Lebedinsky & Partners»                                                                       |
| 44 | Ирина Миздренко      | с. Пыржота, Рышканский район         | 1966         | ПСРМ   | педагог, председатель Рышканской территориальной организации ПСРМ                                                              |
| 45 | Олег Кучук           | с. Сэлкуца, Каушанский район         | 1971         | ПСРМ   | инженер-технолог, председатель Каушанской территориальной организации ПСРМ                                                     |
| 46 | Сергей Гроза         | Флорешты                             | 1961         | ПСРМ   | юрист, секретарь Флорештской территориальной организации ПСРМ                                                                  |
| 47 | Пётр Кордуняну       | Кишинёв                              | 1963         | ПСРМ   | юрист, сотрудник полиции в отставке                                                                                            |

## Изменение партийной принадлежности
- Евгений Карпов, Штефан Крянгэ, Алёна Гоца, Валерий Гилецкий, Юрий Лянкэ, Октавиан Грама, Семён Грищук, Георгий Мокану, Михаэла Спатарь: ЛДПМ → неприсоединившиеся → ЕНПМ
- Галина Балмош, Александр Банников, Борис Головин, Анатолий Горилэ, Елена Гудумак, Виолета Иванова, Корнелий Михалаке, Виктор Мындру, Пётр Порческу, Артур Решетников, Сергей Стати, Владимир Витюк, Игорь Время, Анатолий Загородный, Алёна Бабюк: ПКРМ → неприсоединившиеся → ДПМ
- Ион Балан, Владимир Хотиняну, Николай Журавский, Пётр Штирбате, Нае-Симион Плешка, Ангел Агаке, Юрий Киореску: ЛДПМ → неприсоединившиеся → ДПМ
- Лидия Лупу: ПСРМ → неприсоединившиеся → ДПМ
- Владимир Чернат, Артур Гутюм, Олег Огор, Юрий Дырда: ЛПМ → неприсоединившиеся
- Николай Олару, Сергей Чауш: ЛДПМ → неприсоединившиеся
- Ирина Влах: ПКРМ → неприсоединившиеся
- Евгений Бодарев: ЛДПМ → ЕНПМ